# Derrick Wyatt
Derrick Arthur Wyatt, KC (született 1948. február 25.) jogtudós, nyugalmazott ügyvéd és nyugdíjas akadémikus. 1996 és 2009 között az Oxfordi Egyetem jogi professzora volt, 1978 óta pedig a St. Edmund Hall tanára.

## Életpályája
Derrich Watt, teljes nevén Derrick Arthur Wyatt 1948. február 25.született, 1978 óta a St. Edmund Hall tagja, 1996-ban kapott professzori címet, 2009 és 2014 között az oxfordi jogtudományi egyetem vendégprofesszora volt, ahol az Európai Unió belső piacának jogát oktatta.
2018-ig a Brick Court Chambersben praktizált (1993-ban Queen's Counsel), az Európai Bíróság és a luxemburgi EU Törvényszék előtti peres eljárásokra, valamint vállalkozások és kormányok jogi tanácsadására szakosodott. Gyakorlata főképp az uniós jog, a nemzetközi közjog és az alkotmányjog.
Számos ügyben járt el többek között a luxembourgi európai bíróságok előtt, képviselte, tanácsokkal látta el az Egyesült Királyság, Írország, Egyesült Államok valamint a Németországban működő vállalkozásokat és az Egyesült Királyság, Észak-Írország és Ciprus kormányait. Ezen ügyek főleg az EU belső piacával, környezetvédelmi kérdésekkel és éghajlatváltozással, valamint az iráni és szíriai rezsimek elleni nemzetközi szankciókkal kapcsolatosak.

Számos cikke jelent meg, több könyv megjelenésében is közreműködött, dolgozott szerkesztőbizottságokban, bizottságokban, valamint valamint társszerzője volt a Wyatt and Dashwood's European Union Law című könyv különböző kiadásainak, valamint tagja a Fide Alapítvány Nemzetközi Tudományos Tanácsának is. Law and Politics című Blogját a "derrickwyatt. substack. com" oldalon publikálja.

## Válogatott kiadványok
- (Társszerző) Európai Uniós jog (Dashwood and Wyatt's European Union Law ; 1. kiadás, Substantive Law of the EEC, 1980; 2. kiadás, uo ., 1987; 3. kiadás, European Community Law, 1993; 4. kiadás., Európai Uniós jog, 2000, 5. kiadás, 2006; 6. kiadás, 2011).